# David Rieff
David Rieff (  /ˈriːf/ ; nacido el 28 de septiembre de 1952) es un escritor de no ficción y analista político estadounidense. Sus libros se han centrado en temas de inmigración, conflicto internacional y humanitarismo.

## Biografía
Rieff es el único hijo de Susan Sontag, que tenía 19 años cuando nació. Su padre, de quien Sontag se divorció, era Philip Rieff, autor de Freud: La mente del moralista. Rieff se educó en el Lycée Français de New York y asistió al Amherst College como miembro de la promoción de 1974, donde estudió con Benjamin DeMott. Completó la universidad en la Universidad de Princeton y se graduó con un AB en historia en 1978.

## Carrera
Rieff fue editor sénior en Farrar, Straus and Giroux de 1978 a 1989. Rieff ha sido en varias ocasiones miembro sénior en el Instituto de Política Mundial en la Nueva Escuela de Investigación Social, miembro del Instituto de Humanidades de Nueva York en la Universidad de Nueva York, miembro de la junta de la División de Armas de Human Rights Watch, del Central Eurasia Project del Open Society Institute, y de Independent Diplomat.
Rieff ha publicado artículos en periódicos y revistas como The New York Times, Los Angeles Times, The Washington Post, The Wall Street Journal, Le Monde, El País, The New Republic, World Affairs, Harper's, The Atlantic Monthly, Foreign Affairs, La Nación.
Rieff ha escrito sobre la Guerra de Bosnia. A pesar de su apoyo inicial a los principios del internacionalismo liberal, criticó las políticas y los objetivos estadounidenses en la guerra de Irak. Su artículo de 2016 en The Guardian, "El culto a la memoria: cuando la historia hace más daño que bien", que argumenta que es mejor olvidar algunas atrocidades masivas provocó un debate en el Centro Internacional para la Justicia Transicional.

## Recepción
Peter Rose, al revisar el libro de Rieff de 2008 Swimming in a Sea of Death: A Son's Memoir, lo compara favorablemente con A Very Easy Death de 1964 de Simone de Beauvoir; considera a este último "quizás la mejor de las memorias filiales".
G. John Ikenberry, en una reseña del libro de Rieff de 2005 At the Point of a Gun: Democratic Dreams and Armed Intervention para Foreign Affairs, lo llamó "uno de los observadores más interesantes de la guerra y las emergencias humanitarias en lugares tan conflictivos como Bosnia, Kosovo, Afganistán, e Irak". Señala la "cautela y los recelos" de Rieff, y encuentra especialmente convincente el ensayo en el que Rieff lamenta la brecha entre la miseria y la violencia "fuera de las puertas del mundo occidental" y los obstáculos que impiden que Occidente reúna la fuerza, ya sea militar o moral, para resolver los problemas.

## Vida personal
Rieff tiene una hija (nacida en 2006).

## Publicaciones
- Texas Boots (with Sharon Delano) (Studio/Penguin, 1981)
- Going to Miami: Tourists, Exiles and Refugees in the New America (Little, Brown, 1987)
- Los Angeles: Capital of the Third World (Simon & Schuster, 1991)
- The Exile: Cuba in the Heart of Miami (Simon & Schuster, 1993)
- Slaughterhouse: Bosnia and the Failure of the West (Simon & Schuster, 1995)
- Crimes of War: What the Public Should Know (co-editor, with Roy Gutman) (W. W. Norton, 1999)
- A Bed for the Night: Humanitarianism in Crisis (Simon & Schuster, 2003)
- At the Point of a Gun: Democratic Dreams and Armed Intervention (Simon & Schuster, 2005)
- Swimming in a Sea of Death: A Son's Memoir (Simon & Schuster, 2008)[16]
- Reborn: Journals & Notebooks, 1947-1963 (editor) (Farrar, Straus, and Giroux, 2009)
- Against Remembrance (Melbourne University Press. 2011)
- The Reproach of Hunger (Simon & Schuster, 2015)
- In Praise of Forgetting: Historical Memory and Its Ironies (Yale University Press, 2016)